# Neni
Neni ókori egyiptomi királyné a XIII. dinasztia idején, III. Szobekhotep felesége. Szobekhotep két ismert felesége közül címei alapján valószínűleg Szenebhenasz volt a jelentősebb, de gyermeke csak Neninek ismert. Két lányáról tudni, Iuhetibu (más néven Fendi) és Dedetanuket hercegnőkről; előbbi nevét kártusba írták, ami ebben a korban ritkán fordul elő másnál, mint az uralkodónál, így mutatja a hercegnő jelentőségét.
Nenit említik egy koptoszi sztélén (ma a Louvre-ban, C 8), amely két lányát ábrázolja Min isten előtt, valamint háznagya sztéléjén (ma Leidenben), amely bizonyítja, hogy saját birtoka volt. Egyetlen ismert címe: „A király felesége” (ḥm.t-nỉswt),